# Lwaingkaw (dystrykt)
Lwaingkaw (birm.: လွိုင်ကော်‌ခရိုင်, ang. Loikaw District) – dystrykt w Mjanmie, w stanie Kaja.
Dystrykt leży w południowej części stanu, nad rzeką Saluin. Od wschodu graniczy z Tajlandią. 
Według spisu z 2014 roku zamieszkuje tu 243 718 osób, w tym 119 833 mężczyzn i 123 885 kobiet, a ludność miejska stanowi 25,8% populacji.
Dystrykt dzieli się na 4 townships: Lwaingkaw, Dimawso, Phruso i Shardaw.